# 51 Aurigae
51 Aurigae, som är stjärnans Flamsteed-beteckning, är en ensam stjärna i den norra delen av stjärnbilden Kusken. Den har en skenbar magnitud på ca 5,70 och är svagt synlig för blotta ögat där ljusföroreningar ej förekommer. Baserat på parallax enligt Gaia Data Release 2 på ca 7,0 mas, beräknas den befinna sig på ett avstånd på ca 464 ljusår (ca 142 parsek) från solen. Den rör sig bort från solen med en heliocentrisk radialhastighet av ca 32 km/s.

## Egenskaper
51 Aurigae är en orange till röd jättestjärna av spektralklass K5 III. Den har en massa som är ca 1,6 solmassor, en radie som är ca 25 solradier och utsänder ca 178 gånger mera energi än solen från dess fotosfär vid en effektiv temperatur på ca 4 300 K.